# Port lotniczy Đà Nẵng
Port lotniczy Đà Nẵng (IATA: DAD, ICAO: VVDN) – międzynarodowy port lotniczy położony 3 km na północ od Đà Nẵng. Jest trzecim co do wielkości portem lotniczym Wietnamu.

## Linie lotnicze i połączenia
Lotnisko w Da Nang obsługiwane jest przez 28 linii lotniczych, które oferują 23 bezpośrednie połączenia do 11 państw Azji Wschodniej:
| Linia lotnicza      | Kierunek                                                                                        |
| ------------------- | ----------------------------------------------------------------------------------------------- |
| Aero K              | 1. Cheongju                                                                                     |
| AirAsia             | 1. Kuala Lumpur                                                                                 |
| Air Busan           | 1. Pusan 2. Seul-Inczon                                                                         |
| Air Macau           | 1. Makau                                                                                        |
| Air Seoul           | 1. Seul-Inczon                                                                                  |
| Asiana Airlines     | 1. Seul-Inczon                                                                                  |
| Bamboo Airways      | 1. Hanoi 2. Ho Chi Minh                                                                         |
| Batik Air Malaysia  | 1. Kuala Lumpur                                                                                 |
| Cambodia Angkor Air | 1. Phnom Penh (wznowione 11 lipca 2024) 2. Siem Reap                                            |
| Cebu Pacific        | 1. Manila                                                                                       |
| China Airlines      | 1. Tajpej-Taiwan                                                                                |
| Eastar Jet          | 1. Seul-Inczon                                                                                  |
| EVA Air             | 1. Tajpej-Taiwan                                                                                |
| HK Express          | 1. Hongkong                                                                                     |
| Hong Kong Airlines  | 1. Hongkong (od 19 lipca 2024)                                                                  |
| Jeju Air            | 1. Pusan 2. Seul-Inczon                                                                         |
| Jin Air             | 1. Pusan 2. Seul-Inczon                                                                         |
| Korean Air          | 1. Seul-Inczon                                                                                  |
| Lao Airlines        | Sezonowo: 1. Wientian                                                                           |
| Malaysia Airlines   | 1. Kuala Lumpur (od 24 września 2024)                                                           |
| Singapore Airlines  | 1. Singapur                                                                                     |
| Starlux Airlines    | 1. Taizhong 2. Tajpej-Taiwan                                                                    |
| Thai AirAsia        | 1. Bangkok-Don Muang                                                                            |
| Thai VietJet Air    | 1. Bangkok-Suvarnabhumi                                                                         |
| Tigerair Taiwan     | 1. Kaohsiung 2. Tajpej-Taiwan                                                                   |
| T'way Air           | 1. Seul-Inczon Sezonowo: 1. Cheongju 2. Daegu                                                   |
| VietJet Air         | 1. Pusan 2. Can Tho 3. Hai Phong 4. Hanoi 5. Ho Chi Minh 6. Hongkong 7. Seul-Inczon 8. Singapur |
| Vietnam Airlines    | 1. Da Lat 2. Hanoi 3. Ho Chi Minh 4. Seul-Inczon 5. Tokio-Narita                                |